# Ceiba (Puerto Rico)
Ceiba ist eine Stadt im Nordosten des US-amerikanischen Außengebietes Puerto Rico. Sie liegt südlich von Fajardo, östlich von Río Grande und nördlich von Naguabo. Die Stadt unterteilt sich in acht Stadtbezirke, in denen etwa 11.300 Menschen leben (Stand: 2020).

## Geschichte
Ceiba wurde am 7. April 1838 von Luis de la Cruz gegründet. Ihren Namen erhielt die Stadt vom Kapokbaum (Ceiba pentandra), der auf der Insel und insbesondere im Stadtbereich Ceibas wächst.

## Geographie
In Ceiba befindet sich der Ceiba Forest, der sich entlang der Ostküste der Insel bis nach Fajardo zieht. 95 % des Waldes sind als Mangroven klassifiziert. Der Wald beheimatet verschiedene Arten von Vögeln, Schildkröten und Seekühen. Er wird unter anderem vom Daguao River, vom Demajagua River und vom Fajardo River durchzogen. Auch die Riffe Hermanos und Barriles werden zum Stadtgebiet gerechnet.

## Politik
Aktueller Bürgermeister der Stadt ist Angelo Cruz Ramos, der 2012 gewählt wurde. Er gehört der landesweit bedeutsamen Partei Partido Nuevo Progresista an. Die Stadt gehört zum Senatorsdistrikt VIII, der bei nationalen Angelegenheiten von zwei Senatoren repräsentiert wird.

### Flagge
Das Design und die Farben der städtischen Flagge werden dem Stadtwappen entnommen. Die Flagge ist in zwei Hälften geteilt, die rechte Hälfte ist grün gefärbt, die linke Seite rot. Mittig in dem rot gefärbten Feld befindet sich ein goldenes Kleeblattkreuz.
Das Stadtwappen enthält mittig ein Schild in spanischer Form mit abgerundetem Grund. Im oberen Drittel des Schildes befinden sich ein goldenes Kleeblattkreuz in der Mitte sowie zwei äußere goldene Blumen, allesamt auf roten Grund. In den unteren zwei Dritteln befindet sich der Kapokbaum, der der Stadt den Namen gab, auf goldenem Grund. Die Helmzier besteht aus einer goldenen Krone, die von drei Burgtürmen mit verbindenden Mauern gebildet wird.

### Stadtgliederung
Die Stadt unterteilt sich heute in acht Stadtbezirke:
- Ceiba Pueblo (Stadtzentrum)
- Chupacallos
- Daguao
- Guayacán
- Machos
- Quebrada Seca
- Río Abajo
- Saco

## Tourismus
Eines der touristischen Highlights der Stadt ist die historische Stadtmauer aus der Zeit der Errichtung der Stadt. Darüber hinaus ist eine frühere Station der United States Navy, die heute geschlossen ist, zugänglich. An den Küstenstreifen befinden sich bekannte und beliebte Strandabschnitte wie der Los Machos Beach oder der Media Mund Beach.